# ماريا ألاسترا
ماريا ألاسترا
ماريا ألاسترا :ولدت في الأندلس عام 1949م ، حصلت على إجازة في الفلسفة وعلم النفس من
جامعة مدريد ، واعتنقت الإسلام عام 1978م ، وكانت تدير مركز التوثيق
والنشر في المجلس الإسلامي ، استشهدت في غرناطة عام 1998م على يد حاقد
إسباني بعد لحظات من إنجاز مقالها مسلمة في القرية العالمية . ومما كتبت
في هذا المقال الأخير : "إنني أؤمن ...بالله الواحد ، وأؤمن بمحمد نبياً
ورسولاً ، وبنهجه نهج السلام والخير … وفي الإسلام يولد الإنسان نقياً
وحراً دون خطيئة موروثة ليقبل موقعه وقَدره ودوره في العالم" . "إن الأمة
العربية ينتمي بعض الناس إليها ، أما اللغة العربية فننتمي إليها جميعاً ،
وتحتل لدينا مكاناً خاصاً ، فالقرآن قد نزل بحروفها ، وهي أداة التبليغ
التي استخدمها الرسول محمد *" . "تُعد التربية اليوم أكثر من أي وقت آخر ،
شرطاً ضرورياً ضد الغرق في المحيط الإعلامي ، فصحافتنا موبوئة بأخبار
رهيبة ، لأن المواطن المذعور سيكون أسلس قياداً ، وسيعتقد خاشعاً بما
يُمليه العَقَديّون ! - عن مقال (مسلمة في القرية العالمية) .